# 1888年の相撲
1888年の相撲（1888ねんのすもう）は、1888年の相撲関係のできごとについて述べる。

## できごと
この年の大阪相撲において、力士中よりの苦情に端を発して80名の力士が脱走し、「広角組」を発足、大阪相撲は真っ二つに割れた。この年の9月本場所は残留組（旧社）のみで興行し、広角組は四国巡業を行った。

## 天覧相撲
1月14日、芝公園内弥生社に明治天皇が行幸、天覧相撲が挙行された。

## 興行
- 1月場所（東京相撲）[3]
  - 興行場所:本所回向院
  - 1月5日より晴天10日間興行
- 5月場所（東京相撲）[4]
  - 興行場所:本所回向院
  - 5月13日より晴天10日間興行
- 9月場所（大阪相撲）[5]
  - 興行場所:難波新地新金毘羅神宮

## 誕生
- 1月14日 - 13代木村玉之助（元・立行司、所属：中村部屋、+ 1966年【昭和41年】）
- 2月23日 - 鉄甲宗五郎（最高位：前頭15枚目格付出（大阪大関）、所属：熊ヶ谷部屋、+ 1943年【昭和18年】）[6]
- 2月27日 - 寒玉子爲治郎（最高位：前頭9枚目、所属：友綱部屋、+ 1948年【昭和23年】）[7]
- 3月14日 - 若湊義正（最高位：小結、所属：高砂部屋、+ 1941年【昭和16年】）[8]
- 4月2日 - 立汐祐治郎（最高位：前頭13枚目、所属：高砂部屋、+ 1972年【昭和47年】）[9]
- 4月10日 - 藤ノ川雷五郎（最高位：関脇、所属：伊勢ノ海部屋、+ 1966年【昭和41年】）[10]
- 4月27日 - 達ノ矢源之助（最高位：前頭2枚目、所属：千賀ノ浦部屋→芝田山部屋→出羽海部屋、+ 1945年【昭和20年】）[11]
- 9月19日 - 錦洋慶祐（最高位：前頭11枚目、所属：井筒部屋、+ 1929年【昭和4年】）[12]
- 10月5日 - 土州山役太郎（最高位：前頭筆頭、所属：友綱部屋、+ 1960年【昭和35年】）[13]
- 12月27日 - 矢筈山登（最高位：小結、所属：友綱部屋、+ 1963年【昭和38年】）[14]

## 死去
- 3月16日 - 相生芳藏（最高位：前頭8枚目（現役没）、所属：玉ノ井部屋、* 1862年【文久2年】）
- 7月22日 - 勝ノ浦与一右エ門（最高位：前頭筆頭、所属：勝ノ浦部屋、年寄：勝ノ浦、* 1843年【天保14年】）[15]
- 9月9日 - 緋縅力弥（最高位：前頭筆頭（現役没）、所属：玉垣部屋、年寄：玉垣、* 1856年【安政3年】）